# Max Adalbert
Max Adalbert, vlastním jménem Maximilian Adalbert Krampf, (19. února 1874 Gdaňsk – 7. září 1933 Mnichov) byl německý divadelní a filmový herec, obsazovaný především do komických rolí. Účinkoval ve více než 40 filmech a vystupoval také v kabaretu.

## Život
Max Krampf pocházel z pruské důstojnické rodiny. Jako 19letý debutoval v Lübecku a postupně byl členem souborů v Barmenu, St. Gallenu, Norimberku, Vídni a Berlíně. Stal se komikem a spolupracoval s Curtem Boisem. V prosinci 1924 spoluzaložil Kabarett der Komiker. Dne 30. května 1931 hrál poprvé v Deutschen Theater titulní roli v Zuckmayerovu Hejtmanovi z Köpenicku a zaznamenal velký úspěch. V němém filmu získal Max Adalbert několik vedlejších rolí. Více příležitostí přinesl zvukový film, kde uplatnil svůj berlínský dialekt. Zemřel na zápal plic a je pohřben na Südwestkirchhof Stahnsdorf.

## Filmografie
- 1915: Wie werde ich Amanda los?
- 1919: König Nicolo
- 1919: Die Verführten
- 1919: Liebe, Haß und Geld
- 1920: Das Haus zum Mond
- 1921: Der müde Tod
- 1921: Das indische Grabmal
- 1922: Dr. Mabuse, der Spieler
- 1922: Die Flamme
- 1925: Vorderhaus und Hinterhaus
- 1930: Das gestohlene Gesicht
- 1930: Drei Tage Mittelarrest
- 1930: Hans in allen Gassen
- 1931: Das Ekel
- 1931: Der Herr Finanzdirektor
- 1931: Die Schlacht von Bademünde
- 1931: So'n Windhund
- 1931: Die Nacht ohne Pause
- 1931: Mein Leopold
- 1931: Der Hauptmann von Köpenick
- 1932: Ein toller Einfall
- 1932: Der Schützenkönig
- 1932: Husarenliebe
- 1932: Spione im Savoy-Hotel
- 1933: Hände aus dem Dunkel
- 1933: Lachende Erben